# Overwinningsmedaille (Japan)
De Overwinningsmedaille, (Japans: "戦捷記章") ook wel "Intergeallieerde Medaille 1914-1918" of, vanwege de tekst op de keerzijde "Medaille van de Oorlog voor de Beschaving" genoemd, is de Japanse Overwinningsmedaille die na de overwinning in de Eerste Wereldoorlog aan ongeveer 700 000 veteranen werd uitgereikt. De gedecoreerden moesten tussen 23 augustus 1914 en 9 januari 1920 in de Japanse strijdkrachten hebben gediend.
De medaille werd op 17 september 1920 in het keizerlijk edict nummer 406 van 17 september 1920 ingesteld door keizer Yoshihito.

## De Japanse medaille
Op de voorzijde van de door Shoukichi Hata ontworpen bronzen medaille staat een afbeelding van de God Takemikadzuti-o-kami met een zwaard. Dat is in Japan een symbool voor moed. De in West-Europa en de Amerika's gebruikelijke figuur van een gevleugelde overwinning zegt de Jappaners niets.
Op de keerzijde staat rond een gestileerde zon maar binnen de contouren van een sakurabloem de vijf vlaggen van Japan, de Verenigde Staten, het Verenigd Koninkrijk, Italië en Frankrijk. De naam van elk van deze landen wordt ook gekenmerkt door de Chinees karakter. Het rondschrift luidt "De Grote Oorlog in de verdediging van de beschaving, met het derde jaar van de Taisho tot de 9e jaar van de Taisho". De productie van de 2 miljoen medailles was aan Munt in Osaka toevertrouwd.
Daarnaast zijn er als rondschrift in Chinese karakters de woorden "en andere bondgenoten en de Verenigde Naties", en de zin "De Grote Oorlog voor de verdediging van de beschaving van het derde jaar van de Taisho tot het 9e jaar van de Taisho"
opgenomen. De traditionele Japanse tijdrekening gaat uit van de regeringsperiode van de keizers. De "Taisho" is de regering van Keizer Yoshihito. De genoemde jaren zijn de periode 1914-1920.
De medaille werd aan een lint in de kleuren van de regenboog op de linkerborst gedragen.
De medaille werd in een houten kistje uitgereikt. Medaille en kistje worden beiden verzameld.